# Рогозин, Николай Карпович
Никола́й Ка́рпович Рого́зин (20 декабря 1905, Вознесенск, Херсонская губерния, Российская империя — 3 мая 1964, Харьков, УССР, СССР) — советский военный деятель, генерал-майор артиллерии (29.03.1944).

## Биография
Родился 20 декабря 1905 года в городе Вознесенск, ныне в Николаевской области Украины. Русский.

## Военная служба
1 октября 1926 года добровольно поступил в Одесскую артиллерийскую школу. Член ВКП(б) с 1929 года. После окончания школы в апреле 1930 году назначен командиром взвода в 5-й корпусной артиллерийский полк БВО в городе Бобруйск. С апреля по сентябрь 1932 года проходил обучение на артиллерийских курсах при Объединенной военной школе в Москве, а по возвращении в полк проходил службу в нем помощником командира и командиром батареи.
С февраля 1936 года старший лейтенант Рогозин назначен начальником штаба дивизиона 55-го корпусного тяжелого артиллерийского полка, с декабря — командира дивизиона 4-го артиллерийского полка 4-й кавалерийской дивизии.
С августа 1938 года помощник начальника отделения 9-го отдела Артиллерийского управления РККА, с октября — помощник командира по строевой части 90-го артиллерийского полка 90-й стрелковой дивизии ЛВО.
В мае 1939 года капитан Рогозин был назначен начальником штаба 143-го артиллерийского полка Мурманской оперативной группы войск. С октября 1939 года полк занимал оборону в бухте Тариберской. В ходе советско-финляндской войны он в составе 104-й стрелковой дивизии 14-й армии участвовал в боях на петсамском направлении. В декабре 1939 года под Петсамо Рогозин был ранен.
С июля 1940 года — начальник штаба артиллерии 50-го стрелкового корпуса ЛВО, с 6 июня 1941 года — начальник артиллерии 28-го УРа 23-й армии.

### Великая Отечественная война
В начале Великой Отечественной войны в той же должности. С июля 1941 года майор Рогозин вступил в командование 682-м легким артиллерийским полком 235-й стрелковой дивизии 41-го стрелкового корпуса Лужской оперативной группы Северного фронта. В середине июля дивизия после 100-километрового отхода с боями из Прибалтики вышла в район восточнее города Луга для доукомплектования и приведения в порядок матчасти, после чего вела тяжёлые оборонительные бои восточнее и севернее города. С 25 августа по 9 сентября полк в составе дивизии вел бои в окружении в районе пгт Вырица. После выхода из кольца окружения в конце сентября майор Рогозин был назначен начальником артиллерии 90-й стрелковой дивизии 55-й армии Ленинградского фронта, в это время дивизия в это время занимала оборонительный рубеж Пушкин, Слуцк. В январе 1943 года дивизия вошла в состав 67-й армии Ленинградского фронта и участвовала в операции «Искра» по прорыву блокады Ленинграда: прорывала оборону противника в районе южнее Шлиссельбурга.
11 марта 1943 года Рогозин принял командование 28-й артиллерийской дивизией прорыва, которая обеспечивала боевые действия стрелковых соединений 55-й армии Ленинградского фронта в ходе боев по захвату опорных пунктов противника в районе Синявинских высот, Красного Бора, Ям-Ижоры.
С 8 августа 1943 года полковник (а с 29 марта 1944 и до конца войны генерал-майор артиллерии) Рогозин командовал 23-й артиллерийской дивизией прорыва РГК. В августе дивизия поддерживала боевые действия соединений и частей 67-й армии на мгинском направлении.

Командующий артиллерией 67-й армии так оценивал действия командира 23-й артиллерийской дивизии прорыва РГК: «Серьёзно оценив вверенное ему огневое соединение в момент операции, мог маневрировать своим огнём в любом направлении, создавая мощный огневой удар по переднему краю вражеской обороны с переносом огневого воздействия в глубину. Находясь непосредственно в боевых порядках пехоты, организовал взаимодействие с другими родами войск». 
В январе 1944 года дивизия участвовала в Ленинградско-Новгородской наступательной операции. Её части обеспечивали боевые действия 30-го гвардейского стрелкового корпуса 42-й армии при прорыве обороны противника в районе Пулково. За освобождение городов Красное Село и Пулково дивизия дважды отмечалась в приказах Верховного главнокомандующего. С августа 1944 года она в составе 8-й армии Ленинградского фронта последовательно участвовала в Таллинской наступательной и Моонзундской десантной операциях, в ходе которых обеспечивала боевые действия её соединений при прорыве обороны противника севернее Тарту, освобождении города Нарва и овладении островом Сарема (Эзель). С октября её части вели боевые действия в составе 8-го артиллерийского корпуса прорыва 2-го Белорусского фронта. С января по май 1945 года дивизия участвовала в Млавско-Эльбингской, Восточно-Померанской и Берлинской наступательных операциях.
За время войны Рогозин был 13 раз персонально упомянут в благодарственных приказах Верховного Главнокомандующего.

### Послевоенное время
После войны генерал-майор артиллерии Рогозин продолжал командовать дивизией в СГВ.
В июле 1946 года он назначается командиром 5-й гвардейской кадровой артиллерийской Сталинградской Краснознаменной ордена Суворова дивизией прорыва РГК в КВО. В апреле 1950 года за слабое руководство дивизией он был освобожден от должности и направлен на ВАК при Артиллерийской академии им. Ф. Э. Дзержинского.
6 октября 1950 года окончил курсы и в декабре был назначен заместителем командира 7-й артиллерийской дивизии прорыва РВК.
С января 1953 года начальник Житомирского учебного артиллерийского лагеря.
10 сентября 1953 генерал-майор артиллерии Рогозин уволен в запас.

## Награды
- два ордена Ленина (10.04.1945[6], 13.06.1952[7])
- четыре ордена Красного Знамени (24.01.1943[8][9], 01.10.1944[10], 31.05.1945[11], 30.04.1947[7])
- орден Суворова II степени (21.02.1944[12][13])
- орден Суворова III степени (13.09.1943[14])
- орден Красной Звезды (03.11.1944[7])
  - Медали СССР в.т.ч.:
  - «За оборону Ленинграда»(26.07.1943[15])
  - «За Победу над Германией в Великой Отечественной войне 1941—1945 гг.»
  - «За взятие Кенигсберга» (18.11.1945[16])

Приказы (благодарности) Верховного Главнокомандующего в которых отмечен Н. К. Рогозин
- За овладение городом и крупным железнодорожным узлом Гатчина (Красногвардейск), превращенным немцами в крепость с развитой системой долговременных оборонительных сооружений. 26 января 1944 года № 64.
- За переход в наступление из района севернее Тарту и наступление западнее города Нарва, прорыв сильно укрепленную оборону противника и овладение крупными населенными пунктами Магдалэна, Муствэ, Йыгева, Авинурмэ, Иыхви, Кюремяэ-Кюла, Васкнарва, и железнодорожным узлом Сонда. 20 сентября 1944 года. № 190.
- За овладение штурмом столицей Советской Латвии городом Рига — важной военно-морской базой и мощным узлом обороны немцев в Прибалтике. 13 октября 1944 года. № 196.
- За овладение штурмом городами Млава и Дзялдово (Зольдау) — важными узлами коммуникаций и опорными пунктами обороны немцев на подступах к южной границе Восточной Пруссии и городом Плоньск — крупным узлом коммуникаций и опорным пунктом обороны немцев на правом берегу Вислы. 19 января 1945 года. № 232.
- За овладение штурмом городом Эльбинг — крупным узлом коммуникаций и мощным опорным пунктом обороны немцев на правом берегу Вислы, прикрывающим подступы к Данцигской бухте. 10 февраля 1945 года. № 271.
- За овладение городом и крепостью Грудзёндз (Грауденц) — мощным узлом обороны немцев на нижнем течении реки Висла. 6 марта 1945 года. № 291.
- За овладение городами Гнев (Меве) и Старогард (Прейсиш Старгард) — важными опорными пунктами обороны немцев на подступах к Данцигу. 7 марта 1945 года. № 294.
- За овладение важными опорными пунктами обороны немцев на подступах к Данцигу и Гдыне — городами Тчев (Диршау), Вейхерово (Нойштадт) и выход на побережье Данцигской бухты севернее Гдыни, с занятием города Пуцк (Путциг). 12 марта 1945 года. № 299.
- За овладение городом и крепостью Гданьск (Данциг) — важнейшим портом и первоклассной военно-морской базой немцев на Балтийском море. 30 марта 1945 года. № 319.
- За овладение городами Пренцлау, Ангермюнде — важными опорными пунктами обороны немцев в Западной Померании. 27 апреля 1945 года. № 348.
- За овладение городами Грайфсвальд, Трептов, Нойштрелитц, Фюрстенберг, Гранзее — важными узлами дорог в северо-западной части Померании и в Мекленбурге. 30 апреля 1945 года. № 352.
- За овладение городами Штральзунд, Гриммен, Деммин, Мальхин, Варен, Везенберг — важными узлами дорог и сильными опорными пунктами обороны немцев. 1 мая 1945 года. № 354.
- За овладение городами Барт, Бад-Доберан, Нойбуков, Варин, Виттенберге и за соединение на линии Висмар — Виттенберге с союзными нам английскими войсками. 3 мая 1945 года. № 360.

Других государств
- орден «Легион почёта» степени офицера (США) (1945)[17]
- орден «Крест Грюнвальда» III степени (ПНР)[18].
- медаль «За Одру, Нису и Балтику» (ПНР)[18].
- медаль «Победы и Свободы»[18].